# 57th Pennsylvania Infantry
Cinquante-septième régiment d'infanterie des volontaires de Pennsylvanie
Le 57th Pennsylvania Volunteer Infantry (cinquante-septième régiment d'infanterie des volontaires de Pennsylvanie) est un régiment d'infanterie qui a servi dans l'armée de l'Union pendant la guerre de Sécession.

## Service
Le 57th Pennsylvania Infantry est organisé à Harrisburg, en Pennsylvanie, au début d'octobre 1861 et entre en service le 14 décembre 1861, pour une durée de trois ans sous le commandement du colonel William Maxwell.
Le régiment est affecté à brigade de Jameson de la division de Heintzelman de l'armée du Potomac, jusqu'en mars 1862. Il est dans la première brigade de la troisième division du IIIe corps de l'armée du Potomac jusqu'en août 1862. Il est dans la deuxième brigade de la première division du IIIe corps de l'armée du Potomac jusqu'en mars 1863. Il est affecté à la première brigade de la première division du IIIe corps jusqu'en mars 1864. Il appartient à la deuxième brigade de la troisième division du IIe corps jusqu'en juin 1865.
Le 57th Pennsylvania Infantry quitte le service le 29 juin 1865.

## Service détaillé

### 1861
Le 57th Pennsylvania quitte la Pennsylvanie pour Washington, D.C., le 14 décembre 1861. 

### 1862
Il est en service sur les défenses de Washington, DC, jusqu'en mars 1862. Il part ensuite pour la Péninsule de Virginie du 16 au 18 mars. Il participe au siège de Yorktown du 5 avril au 4 mai participe à une escarmouche à Yorktown le 11 avril. Il participe ensuite à la bataille de Williamsburg, le 5 mai. Puis il participe à la bataille de Fair Oaks, Seven Pines, les  31 mai et 1er juin. Il prend part à la bataille de sept jours devant de Richmond du 25 juin au 1er juillet dont la bataille d'Oak Grove, le 25 juin puis il est à Peach Orchard et participe à la bataille de Savage's Station le 29 juin. Il participe à la bataille de Charles City Cross Roads et de Glendale 30 juin ainsi qu'à la bataille de Malvern Hill le 1er juillet. Il est ensuite en service à Harrison's Landing jusqu'au 16 août. Il fait alors mouvement vers Centreville du 16 au 26 août. Il participe à une escarmouche à Bull Run le 20 août puis à la campagne de Virginie Septentrionale de Pope. Le régiment participe à la bataille de Gainesville le 28 août puis à la bataille de Groveton le 29 août. Il participe à la seconde bataille de Bull Run, le 30 août et à la bataille de Chantilly le 1er septembre. Il garde les gués de la rivière Monocacy à Conrad's Ferry jusqu'en octobre. Il marche ensuite  en amont du Potomac vers Leesburg, puis Falmouth, en Virginie du 11 octobre au 19 novembre. Il participe à la bataille de Fredericksburg du 12 au 15 décembre.

### 1863

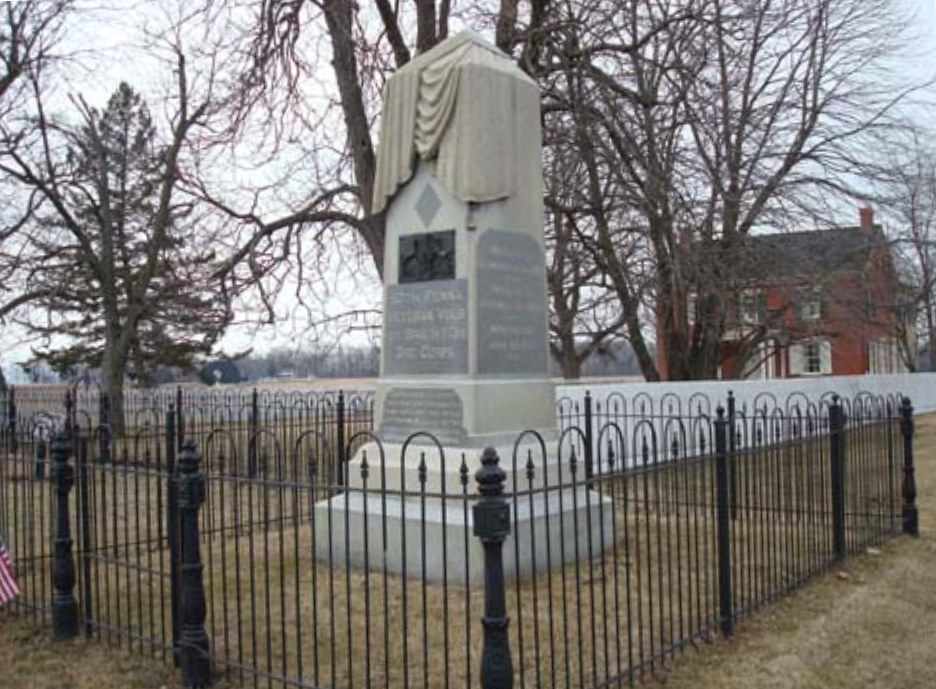
Monument commémoratif du 57th Pennsylvania Infrantry à Gettysburg.

Il participe à la deuxième campagne de Burnside, « la marche dans la boue » du 20 au 24 janvier 1863. Il est à Falmouth, en Virginie jusqu'au 27 avril. Il participe à la campagne de Chancellorsville du 27 avril au 6 mai, participant à la bataille de Chancellorsville du 1 au 5 mai(p457),. Il participe à la campagne de Gettysburg du 11 juin au 24 juillet, participant à la bataille de Gettysburg du 1 au 3 juillet et à la poursuite de Lee du 5 au 24 juillet. Il est à Whapping Heights, en Virginie le 23 juillet. Il est en service de ligne sur la Rappahannock jusqu'en octobre. Il participe à la campagne de Bristoe du 9 au 22 octobre. Il est à Auburn et à Bristoe les 13 et 14 octobre. Il avance jusqu'à la ligne de la Rappahannock les 7 et 8 novembre. Il est à Kelly's Ford le 7 novembre. Il participe à la campagne de Mine Run du 26 novembre au 2 décembre. Il est à Payne's Farm le 27 novembre. 

### 1864
Les vétérans sont en congé de janvier à mars 1864. Il régiment participe à la campagne de Rapidan du 4 mai-12 juin. Il participe à la bataille de la Wilderness du 5 au 7 mai et à la bataille de Laurel Hill le 8 mai. Il participe à la bataille de Spotsylvania du 8 au 12 mai. Il est sur la rivière Po le 10 mai. Il est à Spotsylvania du 12 au 21 mai. Il participe à l'assaut sur le saillant le 12 mai. Il est à Harris' Farm le 19 mai. Il participe à la bataille de North Anna du 23 au 26 mai. Il est sur la ligne de la Pamunkey du 26 au 28 mai. Il participe à la bataille de Totopotomoy Creek du 28 au 31 mai et à celle de Cold Harbor du 1 au 12 juin. Il est devant Petersburg du 16 au 18 juin et participe à son siège du 16 juin 1864 au 2 avril 1865. Il est sur le chemin de fer de Weldon les 22 et 23 juin 1864 et fait une démonstration au nord du fleuve James à Deep Bottom du 27-29 juillet et à celle du 13 au 20 août. Il est à Strawberry Plaine, à Deep Bottom du 14 au 18 août et participe à la seconde bataille de Ream's Station le 25 août. Il est à Poplar Springs Church du  29 septembre au 2 octobre. Il participe à la bataille de Boydton Plank Road, à Hatcher, les 27 et 28 octobre. Il participe à l'expédition contre le  chemin de fer de Weldon du 7 au 12 décembre. 

### 1865
Le régiment est consolidé avec cinq compagnie le 11 janvier 1865. Il est Dabney's Mills, Hatcher, du 5 au 7 février. Il participe à la campagne d'Appomattox du 28 mars au 9 avril. il est sur la Boydton Road les 30 et 31 mars. Il participe à la chute de Petersbourg le 2 avril. Il participe à la bataille de Sayler's Creek le 6 avril. Il participe à la bataille de High Bridge, à Farmville, le 7 avril et à la bataille d'Appomattox Courthouse le 9 avril. Il participe à la reddition de Lee et de son armée. Il reste à Burkesville jusqu'en mai et part à Washington DC, du 2 au 12 mai pour participe à la grande revue des armées du 23 mai. Il est en service à Alexandria jusqu'en juin.

## Pertes
Le régiment perd un total de 378 hommes pendant son service ; 12 officiers et 149 soldats tués ou blessés mortellement, 217 soldats sont morts de la maladie.

## Commandants
- Colonel William Maxwell — a démissionné le 22 février 1862
- Colonel Charles Thomas Campbell - promu brigadier général le 29 novembre 1862
- Colonel Peter Sides -  blessé au combat à Gettysburg, le 2 juillet 1863 ; de nouveau blessé au combat lors de la bataille de la Wilderness et déchargé en raison d'une invalidité le 28 novembre 1864
- Colonel George Zinn
- Capitaine Alanson H. Nelson — commande à la bataille de Gettysburg après la blessure du colonel Sides

## Membres notables
- Soldat Francis A. Bishop, compagnie C - récipiendaire de la médaille d'honneur pour son action lors de la bataille de Spotsylvania Court House
- Soldat Lewis F. Brest, compagnie D — récipiendaire de la médaille d'honneur pour son action lors de la bataille de Sayler's Creek